# Mentzelia pectinata
Mentzelia pectinata är en brännreveväxtart som beskrevs av Albert Kellogg. Mentzelia pectinata ingår i släktet Mentzelia och familjen brännreveväxter. Inga underarter finns listade i Catalogue of Life.

## Bildgalleri

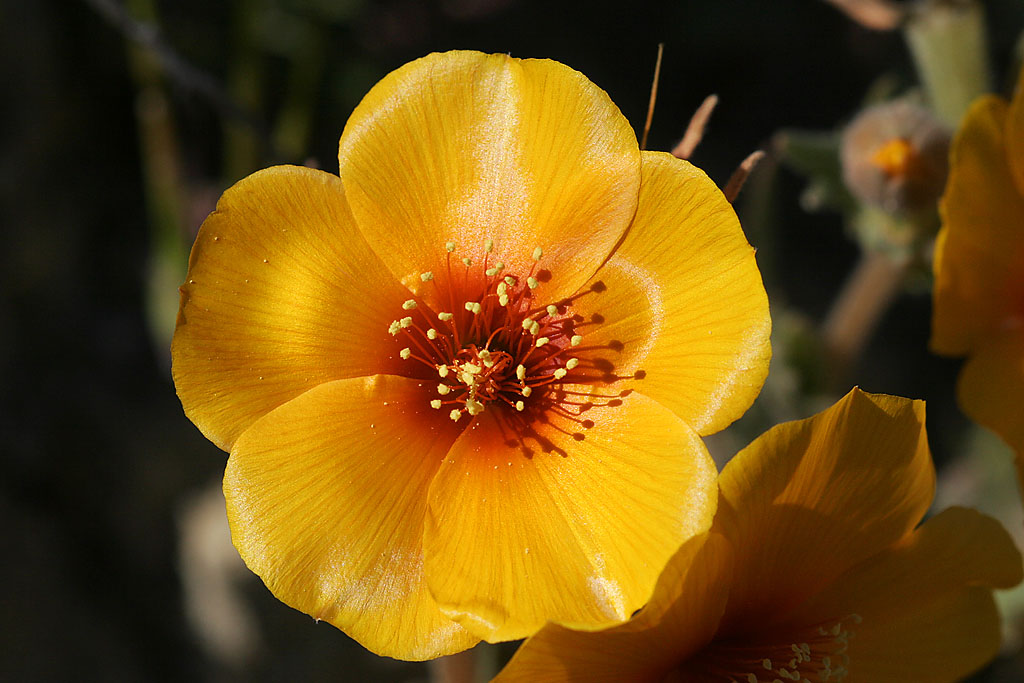
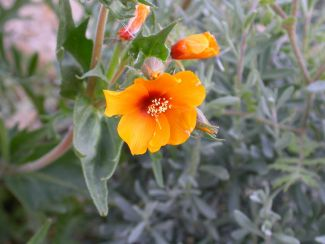